# 宝云塔
宝云塔，位于中国河北省衡水市桃城区，1982年7月23日公布为河北省文物保护单位，2006年5月25日公布为第六批全国重点文物保护单位。